# Колдовская мазь
Колдовская мазь (нем. Hexensalbe, англ. Flying ointment) — в Средневековье, а также в начальный период Нового времени, во времена ведовских процессов так называлось желе- или кремообразное вещество, натеревшись которым ведьма, предположительно, могла подниматься в воздух и летать — в частности, посещать шабаш ведьм.

## Античное время
В античных источниках не содержится какого-либо упоминания о мази, могущей придать человеку способность летать. В то же время, известно по меньшей мере два упоминания о некоем веществе, способном стать предтечей средневековых колдовских мазей. Так, у Гомера в Илиаде (глава II, XIV) рассказывается о том, как богиня Гера смазывает себя амброзией, чтобы вознестись к своему супругу Зевсу на гору Ида. Гомер удивляется тому, как богиня «через высший утёс и ни разу не коснувшись земли» взлетела, с необыкновенной быстротой. Второе сообщение о веществе подобного же действия принадлежит римскому писателю Апулею. В своём романе Метаморфозы он описывает поведение фессалийской ведьмы Памфилы, которая раздевалась догола и смазывала всё своё тело с головы до ног кистью, которую макала в плошку со специальной мазью. После этого ведьма мгновенно превращалась в филина.

## Средневековье
Еврейский учёный-каббалист XIV века Абрахам Вормсский сообщает в своём сочинении «Книга иудея Абрахама Вормсского об истинной практике в божественной магии» об одной мази, которую, по его словам, автор сам испробовал, а также в трезвом состоянии наблюдал её действие на некую молодую женщину. Использовав это средство, Абрахам полетел в такое место, в какое желал всем сердцем попасть, даже не выразив словами своего желания. Хотя книга Абрахама Вормсского не содержит рецептуры этого зелья, а также не называет молодую женщину, употребившую его, колдуньей, доказателен тот факт, что уже в XIII—XIV столетиях в Европе была распространена вера в действенную колдовскую мазь.
Первым врачом и алхимиком позднего Средневековья, оставившим дошедший до нашего времени рецепт колдовской мази, был немец Иоганн Хартлиб (ок. 1400—1468), советник и придворный врач баварского герцога Альбрехта III. Приблизительно в 1440 году Хартлиб пишет одно из первых немецких гомеопатических сочинений и в 1456 году — магическую книгу «Книга всех запрещённых искусств» (Das Buch aller verboten Kunst, ungelaubens und der zaubrey). Рецепт колдовской мази там приводится такой:
Для таких полётов используют мужчины и женщины (кобольды, ведьмы) специальную мазь под названием «unguentum pharelis». Её приготовляют из семи трав, каждую собирая в отдельный специальный для этой травы день. В воскресенье рвут цикорий, в понедельник — лунник, во вторник — вербену, в среду — пролесник, в четверг — молодило, в пятницу — венерин волос. Затем сотворить мазь из семи трав, замешанных на птичьей крови и жире животных, — каких, я не пишу, так как это чистая некромантия и строжайше запрещено. Достаточно затем смазать скамью или стул — и улететь вместе с ним.
Якоб Шпренгер и Генрих Крамер (Инститорис) во 2-й части своей книги «Молот ведьм» сообщают, что ведьмы могут летать при помощи специальной мази, которую они готовят из частей тела мёртвых детей. Во время ведения процессов против ведьм в XVI—XVII веках не было выявлено конкретных рецептов «зелья». Обвиняемые в колдовстве в своих показаниях указывали, что не изготовляли колдовскую мазь сами, а получали её от дьявола. Все сохранившиеся рецепты составлены были либо врачами, либо алхимиками Нового времени и в значительной степени по своему составу совпадали с употреблявшимися в те времена лекарствами.

## Новое время
В более позднюю историческую эпоху о создании колдовской мази сообщает итальянский учёный Джамбаттиста делла Порта (1538—1615) в своей книге Magiae naturalis sive de miraculis rerum naturalium (1558). Он пишет о колдовском полёте, совершённом при помощи специальной мази. Приводимый рецепт указывает на составляющие её алкалоиды, с добавлением некоторых других веществ (например, крови летучих мышей). Предпринятые попытки в середине XX века создать подобное вещество увенчались успехом, при этом оно действительно обладало сильным галлюциногенным действием.
Иоганн Вейхард, барон фон Вальвазор в своём сочинении Слава герцогства Крайна (Ehre des Herzogtums Krain), вышедшем в 1689 году, пишет об одной мази, при использовании которой ведьмы устраивают шумные танцы, пиры, пьянство, пение и т. п., после утверждая, что они также летали по воздуху. Приводимый при этом рецепт также указывает на применение весьма ядовитых и дурманящих растений.

## В литературе
Описание волшебного действия колдовской мази оставил в романе «Мастер и Маргарита» М. А. Булгаков:
Справившись с собою, Маргарита открыла её <коробочку> и увидела в коробочке жирный желтоватый крем. Ей показалось, что он пахнет болотной тиной. Кончиком пальца Маргарита выложила небольшой мазочек крема на ладонь, причём сильнее запахло болотными травами и лесом, и затем ладонью начала втирать крем в лоб и щёки. Крем легко мазался и, как показалось Маргарите, тут же испарялся. Сделав несколько втираний, Маргарита глянула в зеркало...
На тридцатилетнюю Маргариту из зеркала глядела от природы кудрявая черноволосая женщина лет двадцати, безудержно хохочущая, скалящая зубы. Нахохотавшись, Маргарита выскочила из халата одним прыжком и широко зачерпнула лёгкий жирный крем и сильными мазками начала втирать его в кожу тела. Оно сейчас же порозовело и загорелось. Затем мгновенно, как будто из мозга выхватили иголку, утих висок, нывший весь вечер после свидания в Александровском саду, мускулы рук и ног окрепли, а затем тело Маргариты потеряло вес.
Она подпрыгнула и повисла в воздухе невысоко над ковром. Потом её медленно потянуло вниз, и она опустилась… Втирания изменили её не только внешне. Теперь в ней во всей, в каждой частице тела, вскипала радость, которую она ощутила, как пузырьки, колющие всё её тело.
Писатель здесь приводит также все симптомы, свидетельствующие о наркотическом, обезболивающем действии колдовской мази, создающем чувство эйфории. Кстати, у Булгакова мазь к Маргарите также попадает непосредственно от дьявола. Практикующий врач и завязавший наркоман, Булгаков, несомненно, был профессионально знаком с физиологическим и психотропным воздействием подобных препаратов на человека.